# Robert Birkner
Robert Birkner (* 15. Dezember 1881 in Apolda; † 7. August 1944) war ein deutscher Journalist sowie Tageblatt- und Fachschriften-Verleger im Bereich Wirken und Stricken. 

## Leben
Er war der Sohn des Buchdruckereibesitzers Robert Birkner, der die Deutsche Wirker-Zeitung im Jahre 1880 gegründet hatte. Seine Mutter war Aline Birkner geborene Schlange. Diese heiratete nach dem frühen Tod ihres Mannes den Buchdruckereibesitzer und Kommerzienrat Gustav Evers und rief mit ihm im Januar 1905 die Aline und Gustav Evers-Stiftung ins Leben. Diese Stiftung sah die Gewährung vom Freibetten im städtischen Krankenhaus in Apolda für bedürftige Einwohner der Stadt und die Unterstützung der Wirkerlehrlingsschule in Apolda vor.
Birkner wurde in den Franckeschen Stiftungen in Halle (Saale) erzogen. Vom 1. Oktober 1894 bis Ostern 1897 besuchte er die Allgemeine Deutsche Erziehungsanstalt in Keilhau, die damals unter der Leitung von Johannes Arnold Barop stand, der Mitarbeiter Friedrich Fröbels und dessen Nachfolger in der Leitung der Schule war. Robert Birkner schloss die Schule mit dem Zeugnis zum einjährigen Freiwilligendienst ab. Er hatte sich in Keilhau sehr wohl gefühlt und war in der Folgezeit der dortigen Schule und den Keilhauern sehr verbunden.
Seine enge Bindung nach Keilhau zeigte sich auch darin, dass er dem Bund ehemaliger Keilhauer (B. e. K.) beitrat und zahlreiche Veranstaltungen dieses Bundes besuchte. Seine Mitgliedernummer war 246. Er arbeitete später als Chefredakteur in Apolda, wo er das 1848 gegründete Apoldaer Tageblatt herausgab. Als Verleger war er führend in seiner Zeit durch die Herausgabe von Wirker- und Stricker-Literatur. Er übernahm vom Vater die Herausgabe der Deutschen Wirker-Zeitung, die das offizielle Verbandsorgan des Vereins Deutscher Wirkereien e. V. Berlin war.
Er war ein enger Freund des Rechtsanwaltes und Stifters Hans Holbein, der wie er aus Apolda stammte und 1929 starb. Später stand er dem Nationalsozialismus sehr nah.
Robert Birkner starb nach längerer Krankheit am 7. August 1944 im Alter von 62 Jahren. Bereits ein Jahr zuvor stellte das von ihm herausgegebene Apoldaer Tageblatt das Erscheinen ein. Nach dem Zweiten Weltkrieg bestand in Apolda der Verlag Robert Birkner weiter und gab u. a. die Lokalausgabe Apolda vom Thüringer Volk heraus.

## Werke (Auswahl)
- Adreßbuch des Amtsgerichtsbezirks Apolda und angrenzender Ortschaften. Robert Birkner, Apolda 1902.
- Adreßbuch des Amtsgerichtsbezirks Apolda und angrenzender Ortschaften. Robert Birkner, Apolda 1909.

## Familie
Robert Birkner heiratete in zweiter Ehe in Frankfurt im Jahre 1910 Feodora geborene Haase. Aus der Ehe ging der Sohn Robert Birkner jun. hervor. Dieser besuchte die Keilhauer Schule von 1924 bis zu seinem Abitur 1933. Er war am 5. Juni 1913 in Apolda geboren. Der Vater Robert Birkner sen. besuchte seinen Sohn an den Wochenenden und ganz Keilhau sah staunend, wenn er mit seinem „schweren Wagen“ eintraf. Die Abende verbrachten dann viele Keilhauer und Schulmitglieder im Gasthaus – häufig bei „Freibier“. Die Einsegnung (Konfirmation) seines Sohnes war für Robert Birkner der Anlass, für die Straße von der Schule bis zur Gaststätte einen Bürgersteig bauen zu lassen. Aus Freude und Dankbarkeit darüber wurde er vom „Dorfschulzen“ und seinen Beratern einstimmig zum Ehrenbürger Keilhaus vorgeschlagen. Am 26. Mai 1929 fand der Festakt statt. Gleichzeitig erhielt die zur Schule führende Straße den Namen „Robert-Birkner-Straße“. Die Straße heißt auch heute noch so. Das Pflaster des Bürgersteiges wurde inzwischen mehrmals beschädigt, erneuert und ausgebessert.

## Ehrungen
- 1929 Ehrensenator der Universität Halle
- Ehrenbürger von Keilhau
- Straßenbenennung in Keilhau und Benennung eines Weges in Apolda